# Guillem Alidosi
Guillem Alidosi (italià: Guglielmo Alidosi) fou fill de Robert Alidosi. Fou bisbe de Cervia del 1377 al 1379, i bisbe d'Imola del 1379 o 1380 al 1382. Va morir de pesta a Imola el 1382.